# NGC 491
NGC 491 je galaksija u zviježđu Kipar.

## Vanjske poveznice
- SEDS: NGC 491